# Мінабе
Мінабе (яп. みなべ町, みなべちょう, мінабе тьо ) — містечко в Японії, у центрально-західній частині префектури Вакаяма.